# Älvsby kyrka
Älvsby kyrka är en kyrkobyggnad som tillhör Älvsby församling i Luleå stift. Kyrkan ligger på gamla kyrkogården i utkanten av centrala Älvsbyn.

## Kyrkobyggnaden
Vid 1800-talets början fattade Älvsbyns kapellag beslutet att bygga en kyrka som kom att uppföras under åren 1808 - 1813. Den är en träkyrka utformad som en korskyrka i österbottnisk stil. Altaret placerades centralt mellan östra och södra korsarmen och alla korsarmar försågs med sittplatser. 1848 tillkom ett kyrktorn vid södra sidan. Tornet är uppdelat i avsatser med ett åttakantigt krönparti under dess spira. I och med tornets tillkomst omvandlades kyrkan från centralkyrka till en långhuskyrka orienterad i nord-sydlig riktning försedd med korsarmar i väster och öster. Restaureringar genomfördes 1940 och 1968. Vid restaureringen 1940 flyttades altaret till det kor som hade inretts i norra korsarmen. Vid påföljande restaurering 1968 fick kyrkan en ny grund och ett källarplan. Under koret tillkom då en andra sakristia.
Kyrkan har en ingång genom tornet och en genom sakristian samt ingångar genom korsarmarna. Korsmitten som tidigare var kor är försedd med flyttbara stolar och fungerar som lillkyrka. I övriga kyrkan är bänkinredningen fast.

## Inventarier
- Ett öppet altarskåp står bakom det fristående altaret. Altarskåpet målades 1959 av Torsten Nordberg och har motivet Jesu uppståndelse. Under fastan stängs skåpet och visar då motivet Jesu vandring mot Golgata.
- På korväggen vid vardera sidan om altarskåpet finns träskulpturer som föreställer apostlarna Petrus och Paulus.
- Kororgeln på 17 stämmor byggdes 1972 av Grönlunds Orgelbyggeri.
- Dopfunten är från 1940-talet.

## Omgivning
- Söder om kyrkan ligger en park och Älvsbyns kyrkstad.
- Ett litet bårhus står bakom kyrkan och har sin ingång bort från kyrkan. Bårhuset uppfördes 1887 och har en lanternin på toppen.

### Webbkällor
- Länsstyrelsen i Norrbottens län[död länk]
- Älvsbyns Turistbyrå